# Paralcis rufaria
Paralcis rufaria là một loài bướm đêm trong họ Geometridae.